# سیارک ۱۷۰۳۶
سیارک ۱۷۰۳۶ (به انگلیسی: 17036 Krugly، نامگذاری:1999FD10) هفده هزار و سی و ششمین سیارک کشف شده‌است که در ۲۲ مارس ۱۹۹۹ کشف شد.
قدر مطلق سیارک برابر ۱۷.۸ است.